# Apostolska nunciatura v Ruski federaciji
Apostolska nunciatura v Ruski federaciji je diplomatsko prestavništvo (veleposlaništvo) Svetega sedeža v Ruski federaciji, ki ima sedež v Moskvi.
Trenutni apostolski nuncij je Ivan Jurkovič.

## Seznam apostolskih nuncijev
- Francesco Colasuonno (15. marec 1990–12. november 1994)
- John Bukovsky (20. december 1994–29. januar 2000)
- Giorgio Zur (29. januar 2000–8. oktober 2002)
- Antonio Mennini (6. november 2002–18. december 2010)
- Ivan Jurkovič  (19. februar 2011–danes)